# Artistique-Weltmeisterschaft 1973

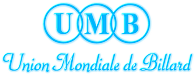
Logo UMB (ausrichtender Verband)

Veranstaltungsort: Lyon

Die Billard-Artistique-Weltmeisterschaft 1973 war das achte Turnier in dieser Disziplin des Karambolagebillards und fand vom 15. bis zum 18. Mai 1974 in Lyon statt. Die Weltmeisterschaft zählte zur Saison 1973/74.

## Geschichte
Der Belgier Léo Corin wurde zum zweiten Mal Artistique-Weltmeister vor Ricardo Fernández und Raymond Steylaerts.

## Modus
Gespielt wurden 76 verschiedene Figuren mit verschiedenen Punktewertungen. Jeder Teilnehmer hatte pro Figur drei Versuche. Die maximale Punktzahl betrug 500 Punkte.

Gewertet wurde wie folgt:
1. Punkte = Erzielte Punkte
2. Versuche = Anzahl der gespielten Versuche
3. gelöste Figuren = gelöste Figuren
4. HS = Punkte der nacheinander gelösten Figuren

## Abschlusstabelle
| Platz                        | Name               | Punkte | Versuche | gel. Figuren | HS |
| ---------------------------- | ------------------ | ------ | -------- | ------------ | -- |
| 1                            | Léo Corin          | 262    | 173      | 42           | 34 |
| 2                            | Ricardo Fernández  | 240    | 178      | 39           | 43 |
| 3                            | Raymond Steylaerts | 186    | 188      | 32           | 27 |
| 4                            | Joaquín Domingo    | 165    | 200      | 29           | 36 |
| 5                            | Gérard Mouradian   | 153    | 197      | 27           | 13 |
| 6                            | Valentin Almerich  | 148    | 195      | 26           | 17 |
| 7                            | Carlos Tosi        | 127    | 207      | 23           | 19 |
| 8                            | Fernand van Barel  | 115    | 206      | 22           | 16 |
| Turnierdurchschnitt: 34,90 % |                    |        |          |              |    |